# Prison Island
Prison Island (in inglese, "isola della prigione"), nota anche come Changuu, Quarantine Island ("isola della quarantena") e nelle fonti più antiche come Kibandiko, è una piccola isola della Tanzania, appartenente all'arcipelago di Zanzibar. Si trova poco meno di 6 km a nord ovest di Stone Town; misura circa 800 m di lunghezza e 230 m di larghezza. Attorno all'isola ci sono diversi isolotti minori, in gran parte disabitati, tra cui Kokota Mapanya (l'"isola dei ratti"), Hngume, e Bawe. "Changuu" è il nome swahili di una specie di pesci presente nella zona.

## Storia
Prison Island fu disabitata fino agli anni 1860, quando il primo sultano di Zanzibar, Majid bin Said, ne fece dono a due mercanti arabi di schiavi, che la trasformarono in un luogo di detenzione per gli schiavi indisciplinati. Con il trattato di Heligoland-Zanzibar, tutto l'arcipelago divenne un protettorato britannico. Nel 1893, il Primo Ministro britannico di Zanzibar Lloyd Mathews acquistò Prison Island dagli arabi e vi fece costruire la prigione a cui l'isola deve il nome, che però non venne mai utilizzata come tale. All'inizio del XX secolo, in seguito al dilagare della febbre gialla nelle colonie britanniche in Africa orientale, Prison Island venne adibita a stazione di quarantena per Zanzibar, il Kenya, l'Uganda e il Tanganica, e la prigione venne convertita in ospedale. Nel 1923 l'isola fu ufficialmente ribattezzata "Quarantine Island".

## Ambiente

### Tartarughe giganti

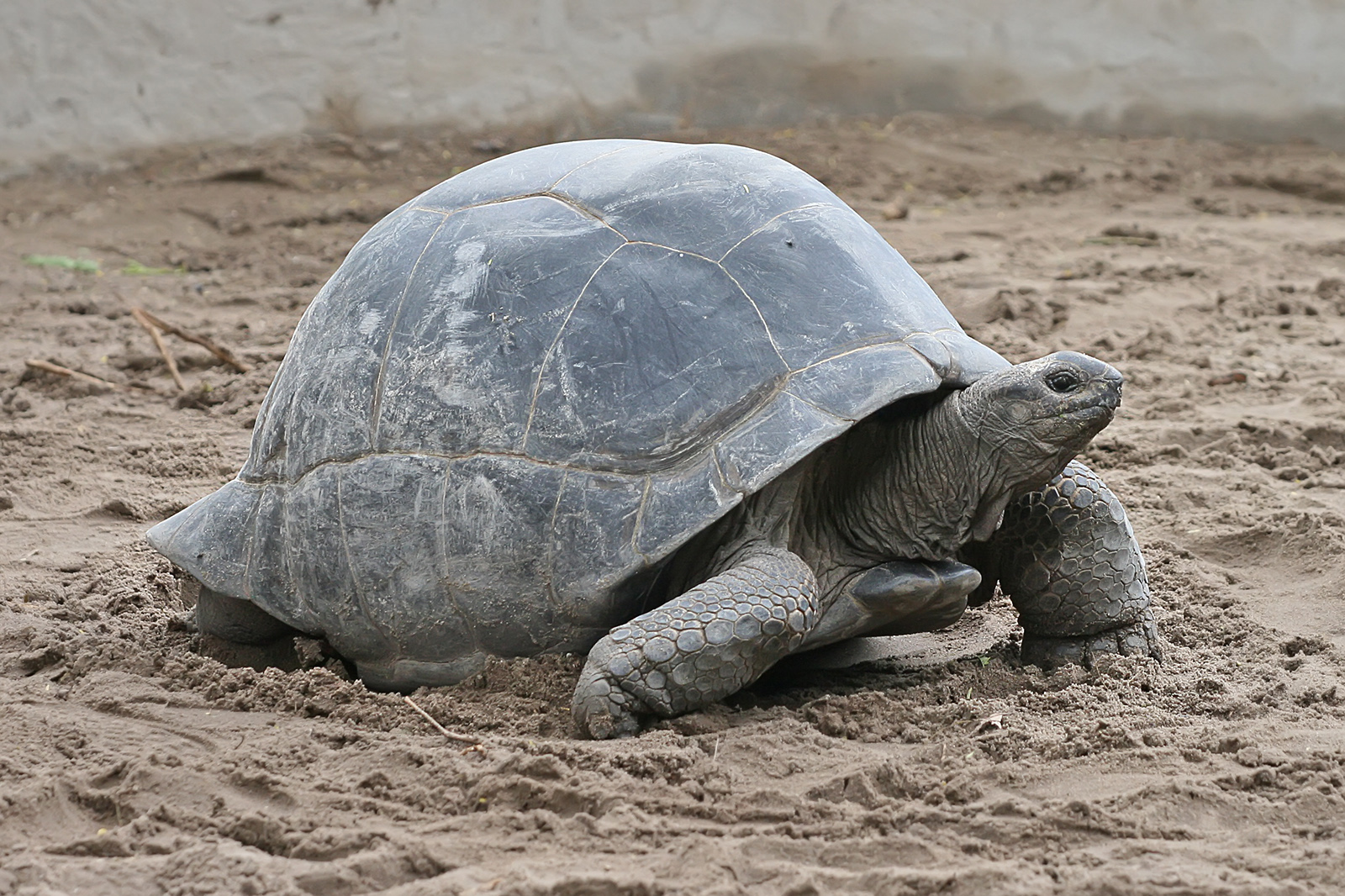
Tartaruga gigante su Prison Island

Su Prison Island vive una colonia di tartarughe giganti di Aldabra (Aldabrachelys gigantea). L'origine di questa colonia è controversa, anche se è quasi certo che esse provengano dall'isola di Aldabra. Secondo alcune fonti, sarebbero state portate a Prison Island nel XIX secolo per proteggere la specie dall'estinzione e dal bracconaggio; potrebbero però anche essere discendenti delle tartarughe che i marinai che navigavano nell'Oceano Indiano portavano con sé come riserva di carne fresca, o essere state portate a Prison Island dal sultano di Zanzibar come ornamento nel 1800. Altre fonti ritengono che l'arrivo delle tartarughe a Prison Island sia molto più recente, e che sia riconducibile a un dono fatto dal governatore britannico delle Seychelles nel 1919.
Le tartarughe possono raggiungere un peso di 250 kg, e di alcuni degli esemplari presenti a Prison Island si pensa che abbiano oltre 200 anni di età, e che alcune di esse potrebbero essere ancora appartenenti alla prima generazione di tartarughe sbarcate sull'isola nei secoli scorsi.
La colonia di Prison Island è importante per la conservazione della tartaruga gigante di Aldabra, che è stata inserita nella lista rossa IUCN come specie "vulnerabile". La World Society for the Protection of Animals (WSPA) assiste il governo di Zanzibar nella gestione di questo patrimonio biologico.

## Economia

### Turismo
Oggi l'isola è un'importante attrazione turistica, apprezzata per le sue spiagge bianche, la piccola barriera corallina, la vista favorevole su Stone Town, la grande varietà di avifauna e la colonia di tartarughe giganti di Aldabra e alcuni pavoni. Per l'ingresso nell'isola si paga una tassa di 4 dollari. Gli edifici coloniali britannici nella parte sudoccidentale dell'isola sono stati trasformati di recente in un hotel.

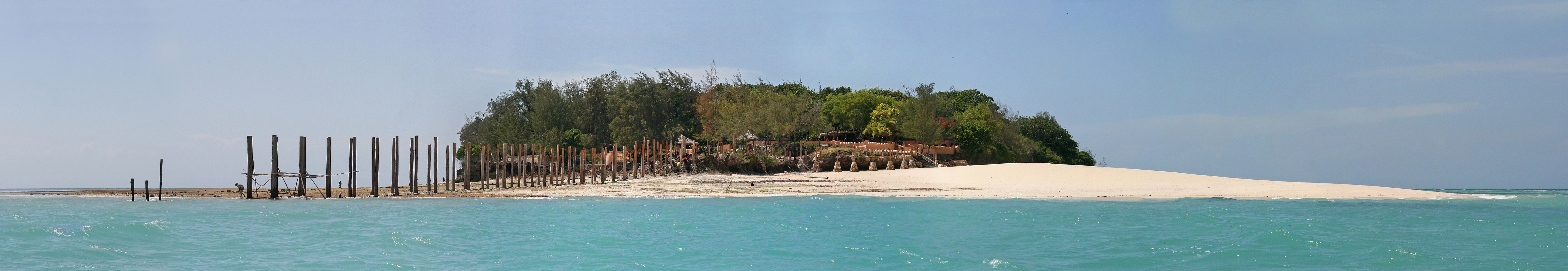

## Infrastrutture e trasporti
Prison Island è a circa 10 minuti di barca da Stone Town. Numerosi dhow e altre imbarcazioni locali offrono il servizio di collegamento.